# Abdel Moneim El-Guindi
Abdel Moneim El-Guindi est un boxeur égyptien né le 12 juin 1936 à Alexandrie et mort le 17 mars 2011.

## Carrière
Il participe aux Jeux olympiques d'été de 1960 en combattant dans la catégorie des poids mouches et remporte la médaille de bronze.
Il remporte la médaille d'or dans la catégorie des poids coqs aux championnats d'Afrique de boxe amateur 1962 au Caire.

### Parcours auxJeux olympiques
Jeux olympiques d'été de 1960 à Rome (poids coqs) :
- Bat Roby Rausch (Luxembourg) aux points
- Bat Paolo Curcetti (Italie) aux points
- Bat Humberto Barrera (États-Unis) aux points
- Perd contre Gyula Török (Hongrie) aux points